# Erythroxylum cataractarum
Erythroxylum cataractarum es una especie de planta fanerógama perteneciente a la familia Erythroxylaceae. Crece en los bosques húmedos subtropicales de Brasil, Colombia, Perú y Venezuela. Se utiliza en la medicina tradicional de los pueblos indígenas en esos países.

## Taxonomía
Erythroxylum cataractarum fue descrita por el botánico alemán Carl Friedrich Philipp von Martius y publicado en Flora Brasiliensis 12(1): 149 en 1878.
Sinónimos
- Erythroxylum zuluense Schönland, 1914